# Jill Talley
Jill Talley (Chicago, 19 dicembre 1962) è un'attrice, comica e doppiatrice statunitense.

## Biografia
Moglie del doppiatore statunitense Tom Kenny, ha recitato al suo fianco nel videoclip degli Smashing Pumpkins Tonight, Tonight.

## Filmografia parziale

### Attrice

#### Cinema
- Vino amaro (Sour Grapes), regia di Larry David (1998)
- The Ladies Man, regia di Reginald Hudlin (2000)
- Run Ronnie Run, regia di Troy Miller (2002)
- Scemo & più scemo - Iniziò così... (Dumb and Dumber: When Harry Met Lloyd), regia di Troy Miller (2003)

#### Televisione
- The Edge - serie TV, 19 episodi (1992-1993)
- Ellen - serie TV, episodio 1x08 (1994)
- Mr. Show with Bob and David - serie TV, 26 episodi (1996)
- The Weird Al Show - serie TV, episodio 1x06 (1997)
- Samantha chi? (Samantha Who?) - serie TV, episodio pilot (2004)

## Doppiaggio

### Cinema
- Le Superchicche - Il film (2002)
- Comic Book: The Movie (2004)
- SpongeBob - Il film (The Spongebob Squarepants Movie, 2004)
- Cenerentola e gli 007 nani (Happily N'ever After, 2006)
- Barnyard - Il cortile (Barnyard, 2007)

### Televisione
- Le Superchicche (2000-attuale)
- Io sono Donato
- Stripperella - Giselle
- SpongeBob - Karen
- Camp Lazlo - Gretchen
- Nutri Ventures - Betty Beans
- A casa dei Loud - Rita Loud

## Doppiatrici italiane
Da doppiatrice è sostituita da:
- Rosa Leo Servidio in SpongeBob, Lo show di Patrick Stella,  SpongeBob - Il film, Kamp Koral - SpongeBob e il campo estivo, SpongeBob - Amici in fuga, SpongeBob - Fuori dall'acqua, Plankton - Il film
- Lucia Valenti in A casa dei loud - Il film